# Tortopsis
Tortopsis is een geslacht van haften (Ephemeroptera) uit de familie Polymitarcyidae.

## Soorten
Het geslacht Tortopsis omvat de volgende soorten:
- Tortopsis bruchianus
- Tortopsis canum
- Tortopsis limoncocha
- Tortopsis obscuripennis
- Tortopsis parishi
- Tortopsis primus
- Tortopsis puella
- Tortopsis sarae
- Tortopsis spatula
- Tortopsis unguiculatus